# Oglasa nana
Oglasa nana är en fjärilsart som beskrevs av Walker 1873. Oglasa nana ingår i släktet Oglasa och familjen nattflyn. Inga underarter finns listade i Catalogue of Life.